# Pellegrino Strobel
Pellegrino Strobel ( * Milán, 1821 - Parma, 1895), fue un naturalista italiano, que inició la enseñanza de la geología en Argentina. Fue docente. Es considerado, con Gaetano Chierici y Luigi Pigorini, los padres de la arqueología prehistórica italiana.
Se graduó en ciencias naturales en la Universidad de Pavía. En esa casa de estudios comenzó su carrera docente, continuándola a partir de 1850 en Plasencia; nueve años más tarde, en 1859, pasó a la Universidad de Parma.
Estando allí recibió la propuesta de venir a Buenos Aires como profesor de Historia Natural, contratado como otros de sus connacionales por el doctor Juan María Gutiérrez, por entonces rector de la Universidad de Buenos Aires; Ströbel aceptó la propuesta y llegó a esta capital en 1865, dictando la primera clase del recientemente creado Departamento de Ciencias Exactas e integrando así el cuerpo docente de la que fue más tarde Facultad de Ciencias Exactas, Físicas y Naturales. Dictó su materia hasta 1866, año en que regresó a Italia, llamado a presidir la Universidad de Parma. Su vacante en Buenos Aires fue ocupada ese mismo año por el profesor italiano Juan Ramorino.
Efectuó expediciones científicas a la Cordillera de los Andes e investigaciones geognósticas, geológicas, orohidrográficas, zoológicas y botánicas, que dio a publicidad tanto en Italia como en la Argentina en trabajos titulados: Paraderos Prehistóricos, La Malacología Argentina, Symbola ad Historiam coleoptícorum Argentinae Meridionalis y otros. Colaboró también en las revistas científicas argentinas con valiosos aportes.
Publicó asimismo otras obras en Italia, antes y después de su estadía en la Argentina; en 1874, junto a Pigorini, comenzó la publicación del Bollettino di Paleontologia Italica; sus estudios sobre las terramares, abrieron a los historiadores un horizonte nuevo respecto de los primitivos habitantes de la península itálica.
Ströbel falleció en Parma, en 1895. A pesar de su corta permanencia en Argentina, dejó allí fieles discípulos, quienes al enterarse de la muerte de su maestro, efectuaron una suscripción para el monumento que se levantó a su memoria en la ciudad de Parma.
El 16 de junio de 1865, en la Universidad de Buenos Aires se creó el Departamento de Ciencias Exactas, que contemplaba la enseñanza de la Historia Natural. El Plan de Estudios incluía a la Geología y, como profesor de Historia Natural se contrató, en Italia, al Dr. Pellegrino Ströbel (1821-1895), quien inauguró sus clases el 7 de julio de 1865. Lamentablemente por razones familiares, Strobel renunció en abril de 1866, aunque alcanzó a efectuar importantes actividades, entre ellas un viaje de estudio hasta Chile a través de la Cordillera de los Andes. Antes de partir para Italia, donó a la Universidad 400 pesos para que sus réditos fueran aplicados a favor del estudiante más meritorio de Ciencias Naturales. Este aporte y la reglamentación propuesta por él fue aprobada por el Consejo Superior de la Universidad de Buenos Aires dando origen al Premio Pellegrino Ströbel.
Este espíritu de vocación y servicio aún se mantiene vivo en cada uno de los investigadores y docentes de este Departamento de Ciencias Geológicas. Bienvenido a conocer el contenido de esta Ciencia tan importante para el desarrollo del hombre dentro de un marco sostenible.
A pesar de que Ströbel estuvo menos de dos años en Argentina, produjo importantes contribuciones científicas, realizó la primera expedición organizada por una Universidad argentina a la Cordillera de los Andes atravesándola por el Paso del Portillo a Chile y retornando a la Argentina por Las Leñas al sur de Mendoza, dando ese nombre a esta localidad. Además se lo puede considerar como uno de los primeros herborizadores del país. Dejó su nombre vinculado con el progreso de las ciencias naturales en la Argentina, pues además de instituir el premio, que hoy lleva su nombre, colaboró con la Sociedad Paleontológica y fomentó el desarrollo de diversas instituciones científicas. Los primeros naturalistas argentinos que se hicieron acreedores a ese premio fueron Holmberg y Hicken.

## Clase Magistral Pellegrino Strobel
La creación del Departamento de Ciencias Exactas comprendiendo la enseñanza de las Matemáticas puras y aplicadas, y de la Historia Natural el 16 de junio de 1865 por el Gobierno de la Provincia de Buenos Aires, por iniciativa del rector de la Universidad de Buenos Aires doctor Juan María Gutiérrez marca un hito importante en esta universidad. El rector comprendiendo la necesidad de impartir enseñanza de las ciencias exactas y naturales en el país, hacía más de dos años que venía bregando por las partidas para contratar a un selecto número de profesores europeos, dada la ausencia de especialistas en esas disciplinas.
Logra la contratación de los primeros profesores, quienes arriban al país procedente de Italia el 29 de abril de 1865, y con la creación del nuevo departamento, comienzan su labor. Entre ellos estaba el doctor Pellegrino Ströbel, profesor ya distinguido en la Universidad de Parma, quien se hace cargo de la enseñanza de la Geología y la Mineralogía. Es así que el 7 de julio de 1865 da su primera clase, que se convierte en el inicio de la enseñanza no solo de la Facultad de Ciencias Exactas y Naturales de la Universidad de Buenos Aires, sino que marca el inicio de la enseñanza de la geología en la Argentina. El doctor Strobel había solicitado fondos para la compra de instrumentos para la enseñanza de la Historia Natural y para organizar una campaña de exploración a Los Andes. Los instrumentos para el gabinete de Historia Natural, comprados en Francia llegan unos años más tarde, pero la excursión a los Andes se realiza en la temporada de verano de 1865 a 1866. Estas investigaciones en el terreno, lo llevan a cruzar la Cordillera hasta Chile por el Paso de la Cumbre al oeste de Uspallata y retornando por el Paso del Planchón. Esta expedición que produce importantes hallazgos científicos, se convierte así en la primera expedición científica a la Cordillera de Los Andes organizada por una institución universitaria argentina, pocos años después de las pioneras investigaciones de Darwin.
En los casi dos años que permaneció en el país no solo dicta los cursos programados, sino que tiene una fuerte influencia en el medio científico local, promoviendo la creación de la Sociedad Científica Argentina. Fue profesor de los primeros alumnos egresados de nuestra facultad y mentor de esos jóvenes profesionales, recibiendo a su vuelta a Italia numerosas distinciones, como ser nombrado académico honorario en la Academia Nacional de Ciencias en Córdoba.
A la vuelta de su expedición publica sus hallazgos en la Revista Farmacéutica de la Universidad de Buenos Aires, única publicación científica periódica de aquel entonces, y primera revista científica argentina.
Para conmemorar la primera clase de geología en una universidad argentina, la Facultad de Ciencias Exactas y Naturales en 1995, mediante resolución del Consejo Directivo, crea la Cátedra Libre Pellegrino Strobel, una cátedra extracurricular que en ocasión del 7 de julio de cada año brinda una Clase Magistral a cargo de afamados especialistas de nuestro país y del extranjero. Estas clases magistrales han sido dadas por los doctores: · 
1994: Dr. Marcelo Yrigoyen · 
1995: Dr. Carlos Gulisano · 
1996: Dr. Miguel Uliana ·
1997: Dr. Constantino Mpodozis · 
1998: Dr. Pedro Lesta · 
1999: Dr. Mateo Turic · 
2000: Dr. Patricio Jones · 
2001: Lic. Guillermo Re Kuhl · 
2002: Dr. Leonardo Legarreta · 
2003: Lic. Daniel Kokogián · 
2004: Dr. René Manceda · 
2005: Dr. Jorge Santa Cruz · 
2006 :Dr. Tomás Zapata · 
2007: Dr. Ricardo Astini .
2008: Dr. Edison Milani .
2009: Dr. Jorge Rabassa . 
2010: Dra. Patricia Alvarado
2011 Dr. Marcelo Toledo 
2012 Dr. Luis Stinco 
2013 Dr,.Ricardo Alonso 
2014 Dr. Carlos A. Colo 
2015 Dr. Marcio Pimentel 
2016 Dr. Daniel Bacchiega 
2017 Lic. Sebastián Galeazzi 
2018 Lic. Luis Fauqué
2019 Dr. Esteban G. Jobbágy
2021 Dr. Victor A. Ramos 
2022 Dra. Andrea Inés Pasquini 
2023 Dra. Alfonsina Tripaldi
2024 Dra. Laura Giambiaggi 
2025 Dra. Paula Zapperi 
Al término de su contrato, el Profesor Strobel devuelve los fondos sobrantes de la expedición a los Andes a la Universidad de Buenos Aires, y que después de una larga polémica, dado que la Universidad los tenía por gastados en su totalidad, propone en 1868 crear un premio para los egresados de la nueva facultad, con el principal requisito que los premiados sean argentinos nativos.

## Premio Pellegrino Strobel de la Universidad de Buenos Aires
El Consejo Superior de la Universidad por resolución del 25 de agosto de 1881 establece el Premio Strobel en su homenaje, el que en los años siguientes es recibido por destacados egresados de la nueva Facultad de Ciencias Exactas y Naturales, entre ellos los doctores Holmberg, Hicken, Dieckmann y Mórtola, entre otros.Es uno de los premios científicos más antiguos que otorga la Universidad de Buenos Aires. La Universidad ha decidido continuar con este prestigioso premio en el año 2001, habiéndolo recibido desde entonces los doctores: · 
2001: Dr. Carlos Rapela · 
2002: Dr. Horacio Camacho · 
2003: Dr. Alfredo Cuerda · 
2004: Dr. Pedro Stipanicic · 
2005: Dr. Emilio González Díaz · 
2006 :Dr. Edgardo Rolleri ·
2007: Dr. César Vilela . 
2008: Dra. Milka K. Brodtkorb .
2009: Dr. Rosendo Pascual . 
2010: Dr. Eduardo J. Llambías.
2011 Dr. Luis Spalletti 
2012 Dra. Beatriz Coira 
2013 Dra. Zulma Brandoni de Gasparini 
2014 Dr. Pedro J. Depetris 
2015 Dr. Victor A. Ramos
2016 Dr. Norberto Malumián 
2017 Dr. Carlos Cingolani 
2018 Ing. Antonio Introcaso
2019 Dr. Héctor A. Leanza 
2020 Dr. Carlos A. Gulisano
2021 Dra. Susana E. Damborenea 
2022 Dr. Eduardo B. Olivero 
2023 Dr. Isidoro B. Schalamuk 
2024 Dra. M. Beatriz Aguirre-Urreta 
2025 Dr. Carlos H. Costa 
- Académico Correspondiente de la Academia Nacional de Ciencias (Córdoba)

## Libros del autor
1. .Bartolomeo Gastaldi; Charles Harcourt Chambers; Pellegrino Strobel; Luigi Pigorini. (1865). Lake habitations and pre-historic remains in the turbaries and marl-beds of northern and central Italy. London, Published for the Anthropological Society, by Longman, Green, Longman, and Roberts, 1865.
2. .Pellegrino Strobel. (1844). Delle conchiglie terrestri dei dintorni d'Innsbruck. [Milano, Tip Bernardoni] 1844

### Actas de la Sociedad Italiana de Ciencias Naturales
1. STROBEL P. Alcune parole sulla distribuzione oro-geografica dei molluschi terrestri in Lombardia. 1859/60	2, 1, 39
2. STROBEL P. Saggio di osservazioni fenologiche relative ai cimici dell'agro pavese e studii su la flora da essi prediletta 1861 33-181
3. STROBEL P. Lettera al segretario G. Omboni	1863	5	3	122
4. STROBEL P. Solidungulo biungulato (Tav. III)	1865	8	5	517
5. STROBEL P. Gita dal Passo del Planchon, nelle Ande meridionali, a San Rafael, nella Pampa del sud eseguita nel febbrajo 1866 (Inizio della prima parte) (Tav. III-IV)	1866	9	2	342
6. STROBEL P. Gita dal Passo del Planchon, nelle Ande meridionali, a San Rafael, nella Pampa del sud eseguita nel febbrajo 1866 (Continuazione e fine della prima parte) (Tav. III-IV)	1866	9	3	369
7. STROBEL P. Gita dal Passo del Planchon, nelle Ande meridionali, a San Rafael, nella Pampa del sud eseguita nel febbrajo 1866 (Continuazione e fine) 	1867	10	1	54
8. STROBEL P. Paraderos preistorici in Patagonia (Tav. I)	1867	10	2	167
9. STROBEL P. (1868). Quelques insectes Hyménoptères, recueillis dans la République argentine; déterminés par J. Ch. Puls. 1868. V. 11. Nº 2. pp: 256
10. STROBEL P. Alcune note di Malacologia Argentina	1868	11	3	547
11. STROBEL P. Intorno alle Helix cingulata Studer e Frigida Jan Var. Hermesiana Pini	1874	17	4	415
12. STROBEL P. Controsservazioni alle osservazioni critiche del signor N. Pini relative alla Helix cingulata Studer	1874	17	4	451
13. STROBEL P. Cenno su tre casi di polimelia nelle rane (Tav. IX)	1875	18	4	405
14. STROBEL P. Saggio sui rapporti esistenti fra la natura del suolo e la distribuzione dei molluschi terrestri e d'acqua dolce	1876	19	1	19
15. STROBEL P. Ulteriori cenni sulla polimelia nelle rane (Tav. VIII)	1876	19	4	385
16. STROBEL P. Studio comparativo sul teschio del Porco delle Mariere (Prima parte)	1882	25	1	21
17. STROBEL P. Studio comparativo sul teschio del Porco delle Mariere (Continuazione e fine) (Tav. I-III)	1882	25	2	163